# Ponta Furada (São Tomé)
A Ponta Furada é uma formação geológica costeira de São Tomé e Príncipe, localizado na ilha de São Tomé, a Oeste da província de Lembá. Este acidente geológico localiza-se próxima ao Rio da Água da Ponta Furada e à localidade de Lembá.